# エン・ドル
エン・ドル（ヘブライ語: עֵין דּוֹר, עֵין דֹּאר, 英語: Endor）はマナセ族に割り当てられた町である。「住居の泉」という意味のヘブル語の地名である。
タボル山の南6.4km、ナザレの南東10kmに位置して、ヘルモン山の北側の山麓に位置した。
マナセ族に割り当てられていた町であるが、マナセ族はカナン人を追い出すことができなかった。
シセルとヤビンはエン・ドルで殺された。また、サウル王がギルボア山での戦いの前にエンドルに住む霊媒師を訪ねてサムエルの霊媒を依頼した。